# Tabanus caenosus
Tabanus caenosus är en tvåvingeart som beskrevs av Burger 1974. Tabanus caenosus ingår i släktet Tabanus och familjen bromsar. Inga underarter finns listade i Catalogue of Life.